# Goldberger Ede
Goldberger Ede (Fogaras, 1887 – Kolozsvár, 1959. február 11.) erdélyi magyar orvos, bőr- és nemibeteggyógyász, orvosi szakíró.

## Életútja
Oklevelét a kolozsvári egyetemen szerezte (1911). Az I. világháború kitöréséig a kolozsvári gyermek-, majd bőrgyógyászati klinikán tanársegéd, 1919 után magángyakorlatot folytatott, majd a Zsidó Kórház főorvosa. A kolozsvári Paul Ehrlich Orvostudományi Egyesület elnöke. 1944-ben deportálták, hazatérése után Kolozsvárt folytatott magán-, ill. poliklinikai gyakorlatot.
Szakcikkei román, magyar és német folyóiratokban jelentek meg, főleg a nemi betegségek gyógyításának tárgyköréből. Veress Ferenccel együtt új módszert dolgozott ki a kankó kezelésére.

## Munkái
- Kórélettani és gyógyszerhatástani tanulmány a syphilisről (Kolozsvár, 1922);
- Mit kell tudni mindenkinek a nemi betegségekről? (Kolozsvár, hat kiadás 1924–39);

- Dinamische Pathologie und Pharmakologie der Syphilis (Wien–Leipzig 1928);
- Kísérlettani és gyógyszerhatástani tanulmány a syphilisről (Kolozsvár, 1928);
- Dr. Ehrlich Pál orvosprofesszor élete és munkássága (klny. Kolozsvár, 1931).